# 太田敏孝
太田 敏孝（おおた としたか　1949年（昭和24年）8月19日 ‐ 2020年（令和2年）4月15日）は、日本の木工造形家。木想舎GEN代表。

## 概要
1949年（昭和24年）、北海道旭川市永山町生まれ。実家は明治の開拓頃、北海道庁長官・第七師団長を歴任した永山武四郎を祀っている永山神社。
1972年（昭和47年）、國學院大學文学部神道学科卒。
1986年、神奈川県秦野市にアトリエを設ける。
1996年、北海道上川郡当麻町に移住。レンガ作りの米蔵をリフォームして、自宅兼アトリエ「木想舎GEN」を設ける。
銀座ヤマハ家具ショップ面白椅子展受賞、オーストラリア第三回ナショナルウッドコンファレンス招待出品、道展81回展新人賞受賞、道展87回展会友推挙などの実績がある。
また、神奈川県秦野市の出雲大社相模分祠の神輿は太田の作品。
2018年、千葉県茂原市の中古一軒家を購入。毎年10月から翌年4月まで滞在。春から秋シーズンは北海道当麻町のアトリエに滞在。
2018年9月、自身の作品集出版のため全70作品を、約10日間かけてあらためて写真撮影を決行（北海道当麻町・木想舎GENにて）。撮影は同郷の写真家谷口雅彦。
2019年8月、太田敏孝全作品集『樹言辞解』（発行・木想舎GEN　発売・ミツイパブリッシング）を出版。
2020年（令和2年）4月、移住先の千葉県茂原市にて急逝。70歳。
2021年9月14日、北海道当麻町のアトリエ兼自宅「木想舎GEN」にある70作品のうちの約半数の作品が、茨城県笠間市の常陸国出雲大社内のギャラリー「桜林館」にて行われる追悼展のために運び出される。当、追悼展で主だった作品が販売されることが決定し、その作品たちは8月いっぱいで北海道では見納めとなる。
2021年10月、茨城県笠間市の常陸国出雲大社内のギャラリー「桜林館」にて、追悼展が開催された。

## 作品集
- 太田敏孝作品集『樹言辞解』発行・木想舎GEN　発売・ミツイパブリッシング　2019年（全撮影・谷口雅彦）